# North River (Dakota Północna)
North River – miasto w Stanach Zjednoczonych, w stanie Dakota Północna, w hrabstwie Cass.